# Severino Lavagnini
Severino Lavagnini (Monte Compatri, 26 settembre 1944 – Monte Compatri, 11 marzo 2003) è stato un politico italiano, sottosegretario di Stato al ministero dell'interno nei governi D'Alema II e Amato II.

## Biografia
Dirigente provinciale e regionale, è stato sindaco di Monte Compatri.
È stato eletto al Senato della Repubblica prima con il Partito Popolare Italiano e poi con La Margherita nella XII, XIII e XIV Legislatura.
È stato sottosegretario di Stato al Ministero dell'Interno nel II governo D'Alema (22 dicembre 1999-25 aprile 2000) e nel II governo Amato (27 aprile 2000-10 giugno 2001).
Con la sua attività ha contribuito alla salvaguardia del territorio dei Castelli Romani e delle sue tradizioni. Si deve inoltre anche al suo contributo politico la creazione del Parco regionale dei Castelli Romani, all'interno del quale è inserito il sito archeologico del Tusculum.
È morto improvvisamente nella notte tra il 10 e l'11 marzo 2003, a soli 58 anni. I funerali si sono svolti a Frascati, dopo essere stato ricordato dal presidente del Senato Marcello Pera e dal presidente della Repubblica Carlo Azeglio Ciampi.
Dopo la sua morte, il 23 maggio 2003 si sono tenute le elezioni suppletive per il seggio da senatore, che hanno visto succedergli Luigi Zanda.